# 此花大橋
此花大橋（このはなおおはし）は、大阪市此花区北港と此花区舞洲を結ぶ大阪港に架かる橋。北港（北地区）と、既成市街地を結ぶ延長1.6kmの長大橋である。平成2年度の土木学会田中賞を受賞。

## 概要
- 形式：モノケーブル3径間連続自碇式吊橋
- 橋長：540.00m
- 支間長：120.00m + 300.00m + 120.00m
- 幅員：23.50m
- 主塔高：98.60m[2]
- 橋脚：鉄骨鉄筋コンクリート
- 基礎：鋼管杭
- 着工：1979年（昭和54年）
- 完成：1990年（平成2年）3月
- 総工費：約340億円[3]

## 位置情報
- 北緯34度39分59.35秒 東経135度24分46.93秒 / 北緯34.6664861度 東経135.4130361度（世界測地系）